# تربيتة ماكروري
تربيتة ماكروري (بالإنجليزية: Patrick McCrory )‏ (و. 1956  م) هو سياسي أمريكي، ولد في كولومبوس، أوهايو، هو عضوٌ في الحزب الجمهوري.

## مناصب
تولى منصب حاكم شمال كارولينا ‏ (5 يناير 2013–1 يناير 2017)، وعمدة شارلوت، كارولاينا الشمالية ‏ (7 ديسمبر 1995–7 ديسمبر 2009).

## التعليم
تعلم في Ragsdale High School ‏، وCatawba College ‏.
| المناصب السياسية   | المناصب السياسية                               | المناصب السياسية |
| ------------------ | ---------------------------------------------- | ---------------- |
| سبقه بيفرلي بيرديو | حاكم شمال كارولينا 5 يناير 2013 - 1 يناير 2017 | تبعه روي كوبر    |